# Eef Brouwers

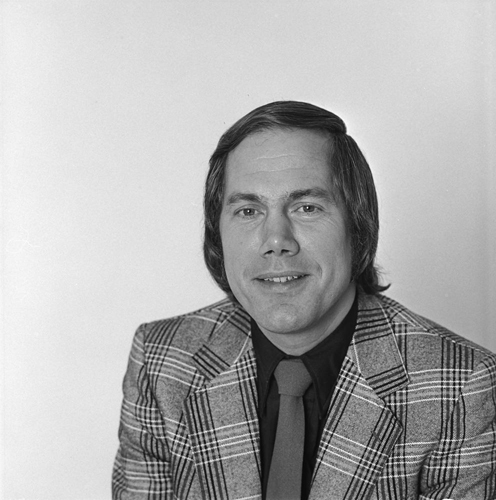
Eef Brouwers (1972)

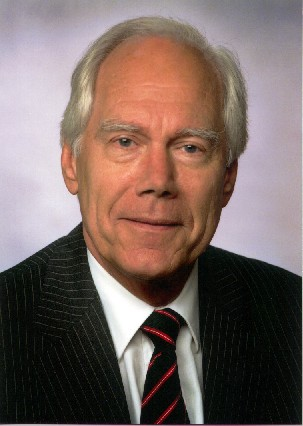
Eef Brouwers (2009)

Evert (Eef) Brouwers (* 9. März 1939 in Zwolle; † 6. Oktober 2018 in Eindhoven) war ein niederländischer Journalist, Generaldirektor und Nachrichtensprecher.

## Leben
Brouwers begann seine Karriere als Journalist bei der Nieuwe Provinciale Groninger Courant und dann als Nachrichtensprecher bei der Regionale Omroep Noord en Oost, Algemene Vereniging Radio Omroep, Nederlandse Omroep Stichting, NOS Studio Sport und NOS Journaal.
Von 1977 bis 1983 war er Chefredakteur der nordholländischen Regionalzeitschrift Nieuwsblad van het Noorden. Dann war er Chefsprecher des Philips-Konzerns, eine Position, die er zehn Jahre lang innehatte. 1995 wurde er Generaldirektor des niederländischen Informationsdienstes Rijksvoorlichtingsdienst, eine Position, die er bis zum 1. Januar 2004 innehatte. Brouwers wurde von Gerard van der Wulp abgelöst. Brouwers war Mitglied in verschiedenen Beiräten.
Während der Fußball-Europameisterschaft 2004 war Brouwers Kommunikationsberater der niederländischen Fußballnationalmannschaft. Anschließend war er in den Vorständen von zivilgesellschaftlichen Organisationen und in Beiräten von Unternehmen tätig.

## Auszeichnungen
Brouwers erhielt mehrere Auszeichnungen: Er war Offizier im Orden von Orange-Nassau (Niederlande), Kommandant im Orden Leopolds II. (Belgien) und Ehrenbürger von Thorn (Limburg) (Niederlande). Er wurde mit dem Ehrenkreuz im Hausorden von Oranien ausgezeichnet.